# Günter Hefele
Günter Hefele (* 13. August 1940 in Fürth; † 26. September 1990 ebenda) war ein deutscher Politiker (SPD).

## Werdegang
Hefele besuchte die Volksschule und die Berufsschule und machte die Lehre als Starkstromelektriker. Er besuchts von 1962 bis 1964 die Berufsoberschule Nürnberg und schloss als staatlich geprüfter Elektrotechniker ab. Ab 1964 war er Projektleiter für Planung und Bau von Energieversorgungsanlagen.
1968 trat Hefele in die SPD ein, bei der er stellvertretender Vorsitzender der Fürther SPD war. Er war ab 1972 Stadtrat in Fürth, dort 1978 stellvertretender Fraktionsvorsitzender und ab 1984 Fraktionsvorsitzender. Bei der Landtagswahl 1986 wurde er im Stimmkreis Fürth-Stadt direkt in den Landtag gewählt. Da er jedoch 1990 mit 50 Jahren wenige Tage vor dem Ende der Wahlperiode starb, gab es keinen Nachrücker mehr.
Günter Hefele war evangelischen Glaubens und lebte in Fürth.